# Park Narodowy Wakatobi

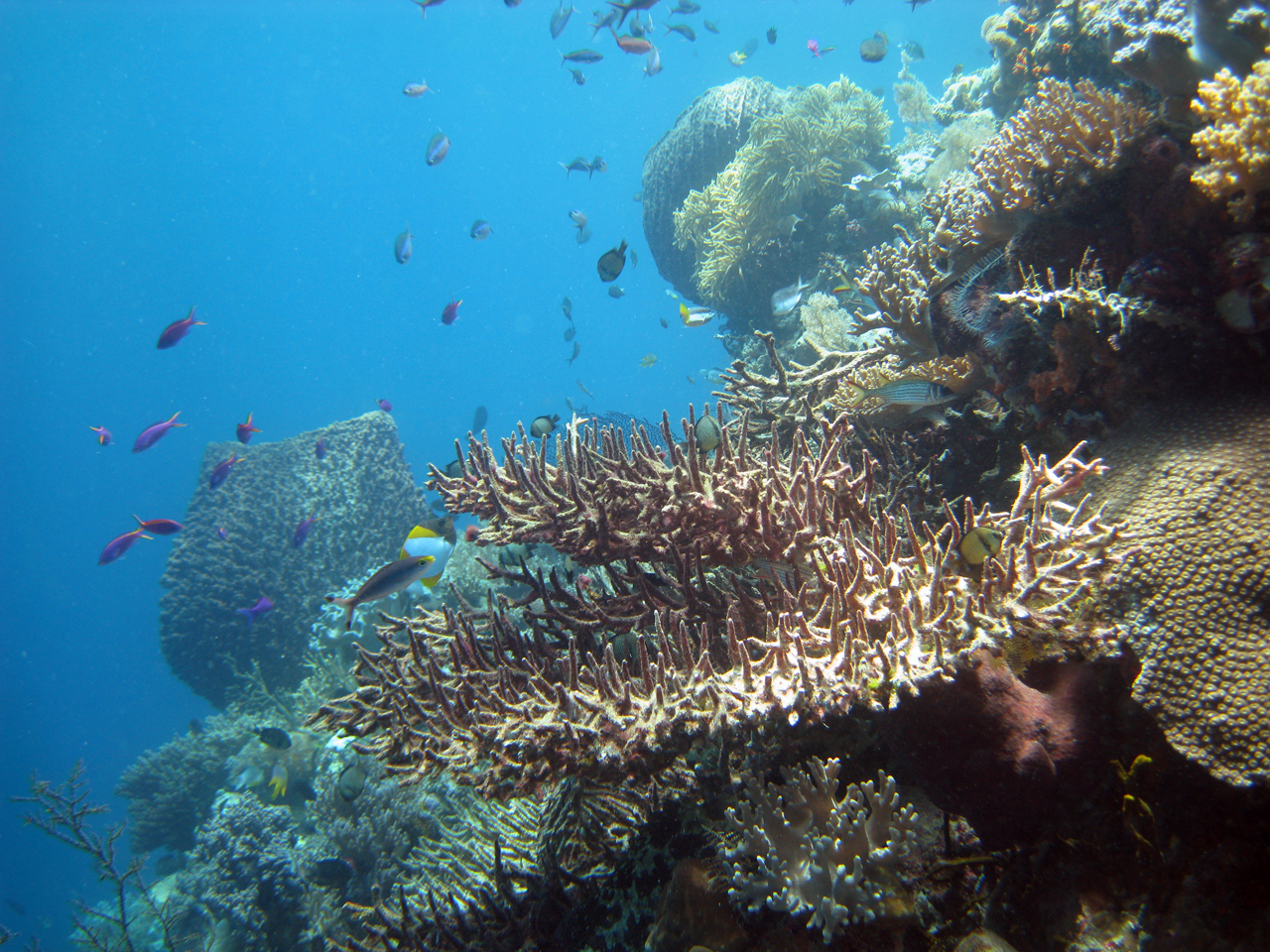
Rafa koralowa

Park Narodowy Wakatobi – park narodowy Indonezji leżący u południowo-wschodnich wybrzeży Celebesu, obejmujący wyspy archipelagu Wakatobi oraz akwen wokół nich. W roku 2005 uznany został za obiekt światowego dziedzictwa UNESCO, a od 2004 część parku obejmująca niemal wszystkie wyspy (bez wód) jest również ostoją ptaków IBA (Important Bird Area). Park narodowy zajmuje powierzchnię 1 390 000 ha, natomiast powierzchnia IBA wynosi 44 964 ha.

## Warunki naturalne
Teren parku leży na czterech większych wyspach – Wangi-Wangi, Kaledupa, Tomia i Binongko, oraz na kilku pomniejszych – Tokobao, North Lintea, South Lintea, Kampenaune, Hoga i Tolandon.
Najwyższy punkt PN Wakatobi leży na wysokości 274 m n.p.m., zaś najgłębsze miejsce ma 1044 m p.p.m. Średnie zasolenie wody wynosi 35‰, temperatura 19–34 °C. Prędkość wiatru waha się między 12 a 20 węzłami.

## Fauna
Na dnie parku znajduje się 25 łańcuchów koralowców, których łączny obwód wynosi 600 km. Należą do co najmniej 396 (dane na rok 2003) gatunków, w tym Acropora formosa, Acropora hyacinthus, Psammocora profundasafla, Pavona cactus, Leptoseris yabei, Fungia molucensis, Lobophyllia robusta, Merulina ampliata, Platygyra versifora, Euphyllia glabrescens, Tubastraea frondes, Stylophora pistillata, Sarcophyton throchelliophorum oraz Sinularia spp. Wody PN Wakatobi zasiedlają 93 gatunki ryb, w tym ozdobnych lub jadalnych; wymienić można Cheilinus undulatus, Cephalopholus argus, Naso unicornis, Balistoides viridescens, Lutjanus biguttatus, Siganus guttatus, Amphiprion frenatus, Chaetodon specullum, Chelmon rostratus, Heniochus acuminatus, Lutjanus monostigma oraz Caesio caerularea.

### Awifauna
Park Narodowy Wakatobi został uznany za Important Bird Area, gdyż jest obszarem występowania krytycznie zagrożonej kakadu żółtolicej (Cacatua sulphurea). Prócz tego napotkać można głuptaki białobrzuche (Sula leucogaster), sieweczki sundajskie (Charadrius peronii) oraz zimorodki zwyczajne (Alcedo atthis).